# 成都大学
30°39′05″N 104°11′05″E / 30.65145°N 104.18482°E
成都大学（英语：Chengdu University），简称成大，位于中国四川省成都市龙泉驿区东郊十陵街道，成立于1978年12月，是四川省和成都市共建的综合性大学、成都市重点建设大学，是教育部国防教育特色高校、四川省博士学位授权立项建设单位，入选教育部“卓越工程师教育培养计划”、四川2011计划、四川省卓越工程师教育培养计划、四川省卓越教师教育培养计划、四川省深化创新创业教育改革示范高校，为中俄“长江—伏尔加河”高校联盟、成都国际友城高校联盟、CDIO工程教育联盟成员单位。
1978年12月，成都大学创办；1983年，停办本科，只办专科；2003年5月，恢复为普通本科院校，更名为成都学院；2006年，成都教育学院、四川省成都卫生学校、四川省成都幼儿师范学校并入成都学院；2010年4月，成都铁路中心医院成建制划归成都学院作为成都大学附属医院；2013年8月，四川抗菌素工业研究所全部国有产权无偿划转给成都学院；2018年11月30日，教育部发文正式批准成都学院更名为成都大学。
2021年，撤销四川科技职工大学，将成都大学与四川科技职工大学合并。
截至2023年10月，学校校区占地2300余亩，校舍建筑面积99.21万平方米，其中教学科研行政用房面积50.43万平方米，教学科研仪器设备总值5.55亿元，馆藏纸质图书总量253.77万册，电子期刊95.2万册；设有19个学院，开设72个本科专业；拥有9个硕士学位授权一级学科，19个硕士专业学位授权类别；有专任教师1721人，全日制在校生27000余人（其中研究生2700余人，本专科在校生25237人）。

## 历史
1978年12月，成都大学成立，由成都市教育局领导。1982年，为获得联合国教育资金投入，自行降级成为专科院校。2003年，经教育部评估通过，重新升格为本科院校，并更名为成都学院。2018年恢复“成都大学”校名。

## 附设机构
成都大学附属医院

## 校園環境

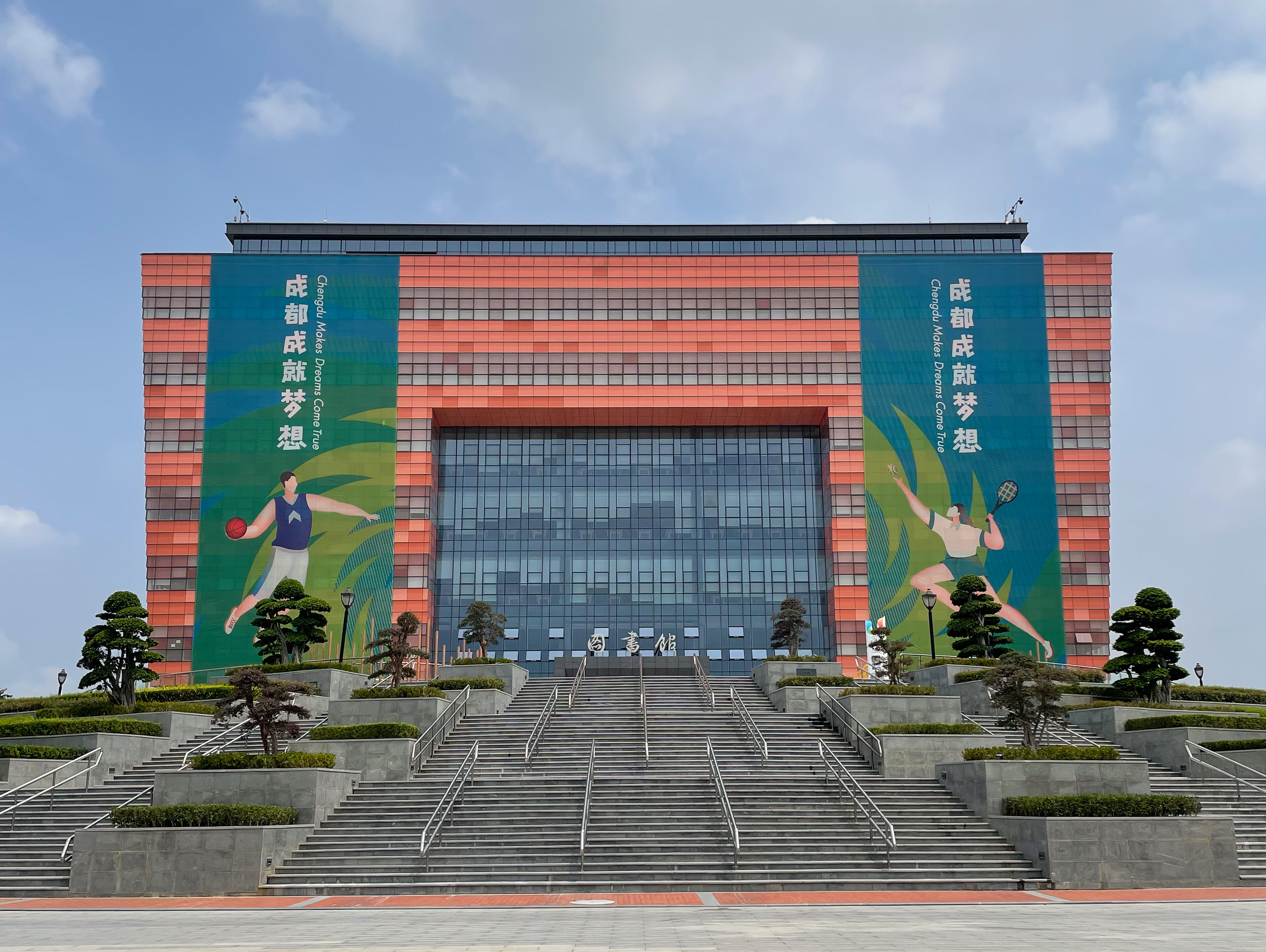
成都大学图书馆

学校于2002年7月由荷花池迁至十陵历史文化风景区，与青龙湖湿地公园毗邻，地铁4号线设成都大学站。占地面积超过200万平方米（3061亩），校舍建筑面积92.70万平方米，2004年被成都市政府评为“园林化校园”。

## 重大事件
2020年10月15日凌晨，成都大学党委书记毛洪涛在个人微信朋友圈发文，控诉遭到校长王清远的利益集团斗争后失联引发关注。次日，其遗体在他位于成都温江住家附近的江安河畔发现，成都大学立即成立工作专班，配合相关部门开展调查。

## 领导
| 党委书记 - 尤超（1979年4月-1983年8月） - 刘天文（1983年8月 - 1985年3月） - 蒲修贵（1985年3月 - 1991年1月） - 魏柏良（1991年1月 - 1994年7月） - 杨启卫（1994年7月 - 2000年5月） - 屠火明（2006年2月 - 2015年1月27日） - 毛志雄（2015年1月27日 - 2017年3月27日） - 罗波（2017年3月27日 - 2019年3月1日） - 毛洪涛（2019年3月1日 - 2020年10月19日） - 刘强（2020年10月19日至今，成都市委教育工委书记、市教育局局长兼） | 校长 - 刘铁山（1979年4月 - 1981年1月） - 魏柏良（1985年3月 - 1991年7月） - 杨启卫（1991年7月-1997年2月） - 张日新（1997年2月－2005年3月） - 吴光（2005年3月－2008年1月） - 周激流（2008年1月－2014年5月） - 王清远（2014年5月- 现任） |